# Gymnastique artistique aux Jeux olympiques d'été de 2008 - Finale hommes au sol
Pour un article plus général, voir Gymnastique artistique aux Jeux olympiques d'été de 2008.
Navigation
Athènes 2004 Londres 2012
Résultats de l'épreuve de Gymnastique artistique au sol masculine lors des Jeux olympiques d'été de 2008 à Pékin.

## Résultats
| Rang                                | Gymnaste           | Pays      | Note juges A | Note juges B | Pénalité | Total  |
| ----------------------------------- | ------------------ | --------- | ------------ | ------------ | -------- | ------ |
| Médaille d'or, Jeux olympiques      | Zou Kai            | Chine     | 6.700        | 9.350        |          | 16.050 |
| Médaille d'argent, Jeux olympiques  | Gervasio Deferr    | Espagne   | 6.500        | 9.275        |          | 15.775 |
| Médaille de bronze, Jeux olympiques | Anton Golotsutskov | Russie    | 6.500        | 9.225        |          | 15.725 |
| 4                                   | Fabian Hambuechen  | Allemagne | 6.500        | 9.150        |          | 15.650 |
| 5                                   | Kohei Uchimura     | Japon     | 6.300        | 9.275        |          | 15.575 |
| 6                                   | Diego Hypólito     | Brésil    | 6.700        | 8.500        |          | 15.200 |
| 7                                   | Marian Dragulescu  |           | 6.500        | 8.350        |          | 14.850 |
| 8                                   | Alexander Shatilov | Israël    | 6.600        | 7.925        | 0.400    | 14.125 |